# Kezia
Kezia — дебютный альбом канадского металкор-коллектива Protest the Hero, вышедший в 2005 году.

## Список композиций
Слова и музыка всех песен — Protest the Hero.
| №   | Название                        | Длительность |
| --- | ------------------------------- | ------------ |
| 1.  | «No Stars Over Bethlehem»       | 3:48         |
| 2.  | «Heretics and Killers»          | 3:09         |
| 3.  | «Divinity Within»               | 4:32         |
| 4.  | «Bury the Hatchet»              | 3:23         |
| 5.  | «Nautical»                      | 2:57         |
| 6.  | «Blindfolds Aside»              | 5:58         |
| 7.  | «She Who Mars the Skin of Gods» | 3:51         |
| 8.  | «Turn Soonest to the Sea»       | 6:21         |
| 9.  | «The Divine Suicide of K»       | 5:10         |
| 10. | «A Plateful of Our Dead»        | 4:29         |

## Участники записи
- Rody Walker — вокал
- Tim Millar — гитара
- Moe Carlson — ударные
- Luke Hoskin — гитара
- Arif Mirabdolbaghi — бас